# ハナ・スピアリット
ハナ・ルイーズ・スピアリット（Hannah Louise Spearritt 、1981年4月1日 - ）は、イギリスの女優、ファッションモデル、歌手、ダンサー。名はハンナとも表記する。2003年に解散したS Club 7のメンバー。現在は女優業のみを行う。身長は163cm。ニックネームはミンティ、スパナ、ティッチなど。

## 来歴
グレート・ヤーマス出身で、3人兄弟の末っ子として生まれる。3歳のときからモデルをこなし、ロンドンを拠点におく青少年劇団ナショナル・ユース・ミュージック・シアターに所属するなど、ミュージカルやドラマにも出演。
1997年、雑誌の広告で見たスパイス・ガールズの元マネージャーであるサイモン・フラーによるS Club 7のオーディションに参加し、合格する。ブリット・アワードを受賞するなど大成功を収めることになったS Club 7の中ではほとんど自分のパートを持つことはなかったが、「Stand by you」「Dance,Dance,Dance」「Hey Kitty Kitty」などの楽曲ではメインボーカルを務めた。また、グループの持ち番組の「Miami 7」(1999)「L.A. 7」(2000)「Hollywood 7」(2001)「Viva S Club」(2002)に本人役で出演。
2000年から2004年の間に、雑誌「FHM」の"最もセクシーな100人"に選ばれた。
2003年にS Club 7が解散した後、「エージェント・コーディ ミッション in LONDON」などの映画、ドラマに出演。2007年から2009年まではイギリスのITVの人気恐竜SFドラマ「プライミーバル」に出演した。

## 人物・私生活
伯父はエディー・スピアリットという元サッカー選手。姉はタンヤ・スピアリットという元モデル兼元ファッションデザイナー。
2001年、同じS Club 7のメンバーでありグループ結成以前にナショナル・ユース・ミュージック・シアターで知り合っていたポール・キャタモールと付き合い始め、「Hollywood 7」(2001)でキスシーンを演じた後にそれを発表する。2002年、ポールがグループを脱退し、2003年にS Club 7が解散した後も2006年までその関係は続いた。
ポールと別れた後、2008年に「プライミーバル」で共演したアンドリュー・リー・ポッツと婚約した（アンドリューとは1997年にも出会って交際していたが、その際はハンナが多忙だったため破局している）。しかし、2013年10月婚約解消を発表。
趣味はキックボクシング、テニス、写真など。なお彼女が「プライミーバル」で演じるアビー・メイトランドも格闘技を得意としており、たびたび作中で披露している。

## 出演作品

### 映画
| 年   | タイトル                                    | 役                 | 備考     |
| ---- | ------------------------------------------- | ------------------ | -------- |
| 2003 | Seeing Double                               | 本人役             |          |
| 2004 | エージェント・コーディ ミッション in LONDON | エミリー・サマーズ |          |
| 2004 | チャッキーの種                              | ジョアン           |          |
| 2007 | Little Lilly in Chapter 1: Colour Blind     | Little Lilly       | 短編映画 |
| 2007 | Little Lilly in Chapter 2: Fish             | Little Lilly       | 短編映画 |
| 2008 | Little Lilly in Chapter 3: U Turn           | Little Lilly       | 短編映画 |

### テレビシリーズ
| 年        | タイトル                              | 役                   | 備考               |
| --------- | ------------------------------------- | -------------------- | ------------------ |
| 1998      | The Cater Street Hangman              | Lily                 | テレビ映画         |
| 1999      | Miami 7                               | 本人役               | S Club 7の持ち番組 |
| 2000      | L.A. 7                                | 本人役               | S Club 7の持ち番組 |
| 2001      | Hollywood 7                           | 本人役               | S Club 7の持ち番組 |
| 2002      | Viva S Club                           | 本人役               | S Club 7の持ち番組 |
| 2005      | Blessed                               | Girl Thingのメンバー | エピソード4、6、7  |
| 2007-2011 | プライミーバル                        | アビー・メイトランド | レギュラー         |
| 2007      | ミス・マープル バートラム・ホテルにて | ティリー・ライス     |                    |

### 舞台
| 年        | タイトル          | 役      | 備考 |
| --------- | ----------------- | ------- | ---- |
| 1994-1995 | Pendragon         |         |      |
| 1996      | Tin Pan Ali       |         |      |
| 1997      | Bugsy Malone      | Louella |      |
| 2005      | Snow! The Musical | Jilly   |      |